# Marco Antonio Yon Sosa
Marco Antonio Yon Sosa (ur. w latach 40. XX wieku, zm. 18 maja 1970) – gwatemalski porucznik i przywódca partyzancki.
Przez wiele lat współdziałał z Luisem Turciosem Limą. Należał do zwolenników pułkownika Rafaela Pereiry, autora nieudanego zamachu stanu przeciw Miguelowi Ydigorasowi Fuentesowi w 1959. Yon Sosa razem z Turiosem Limą nawiązał kontakty z Gwatemalską Partią Robotniczą (PGT). Za cel postawili sobie przywrócenie demokratycznego ustroju, walkę o prawa człowieka i poprawę warunków bytu chłopów. Zaangażował się w akcje terrorystyczne. W 1962 rozpoczęli operacje partyzanckie ze wschodniego masywu gór Zacapa, jednak powstanie stłumiono po wprowadzeniu przez Ydigorasa stanu wyjątkowego. Yon Sosa w grudniu 1962 uczestniczył w zawiązywaniu FAR – Rewolucyjnych Sił Zbrojnych, z którego w 1964 wystąpił, by założyć maoizujący Ruch Rewolucyjny 13 listopada (MR-13). Po śmierci Turciosa Limy w 1966 został przywódcą FAR, z którym połączyło się MR-13. W 1970 ukrywający się w Meksyku Yon Sosa zginął zamordowany przez żołnierzy armii meksykańskiej z inspiracji gwatemalskich wojskowych.